# 岡本辰巳
岡本 辰巳（おかもと たつみ、1921年2月19日 - 2008年2月29日）は、日本の政治家。愛知県議会議員（7回、1971年-1999年）、愛知県議会議長（1984年-1985年）、刈谷市議会議員（4回、1955年-1971年）、自由民主党愛知県連幹事長（1985年-1989年）などを歴任。

## 経歴
1921年（大正10年）2月19日に愛知県碧海郡富士松村（現・刈谷市泉田町）に生まれた。富士松村立尋常高等小学校を卒業すると、1951年（昭和26年）4月に30歳で富士松村会議員に初当選した。1955年（昭和30年）4月に富士松村が刈谷市に合併された際には刈谷市議会特別委員となり、1955年（昭和30年）7月に刈谷市議会議員に初当選した。刈谷市議会議員としては、富士松地区へのトヨタ車体の工業用地の確保、愛知教育大学の誘致などに貢献している。
刈谷市議会議員を4期を務めたのち、1971年（昭和46年）4月には愛知県議会議員に初当選した。愛知県議会議員を7期務め、1984年（昭和59年）には愛知県議会議長も務めている。1985年（昭和60年）から1989年（平成元年）までは自由民主党愛知県連幹事長を務めた。1999年（平成11年）に政界から引退した。
引退同年の1999年に藍綬褒章と勲三等旭日中綬章。愛知県政功労者と刈谷市政功労者にも推挙されている。2008年（平成20年）2月29日の閏日に死去した。4月8日には刈谷市の市民葬が行われた。